# Reality Killed The Video Star
Reality Killed The Video Star, en español La realidad mató a la estrella del vídeo, es el séptimo álbum de estudio del cantante Robbie Williams. Producido por Trevor Horn. El álbum fue lanzado en todo el mundo en CD, CD-DVD y descarga digital el 9 de noviembre de 2009. En su primera semana, el álbum alcanzó el N.º 1 de la lista de ventas de iTunes en 17 países y el N.º 1 en otros 3. El primer sencillo Bodies fue lanzado el 12 de octubre de 2009, llegando a alcanzar el N.º 2 en el Reino Unido, así como varios N.º 1 y Top 5 en otros países. El segundo sencillo, You Know Me, fue editado el 7 de diciembre de 2009.
El título parodia la canción «Video Killed The Radio Star».[cita requerida]

## Comienzos de los rumores hasta la confirmación del álbum
Al principio se decía que Robbie Williams estaría planeando un gran regreso musical en 2008. Pero no fue así.
Ya en septiembre de 2008, comenzó con un comentario de Neil Taylor; "Simplemente toma tiempo. Es probable el lanzamiento de un álbum el año próximo, por lo menos, creo."
Según un pariente del cantante Callum Blue, Robbie Williams, estaría trabajando realmente en un álbum "extraordinario". De hecho, el actor Callum Blue, de 31 años de edad, dijo: "Él está trabajando en un nuevo álbum. Uno de los mejores discos que he escuchado. Es extraordinario."
Sin embargo en octubre, Tim Clark, quien trabaja con Robbie, dice que ha escuchado a algunos de la música que se espera que el seguimiento del nuevo álbum. Dijo: "Yo ciertamente espero que el nuevo álbum se viene el próximo año. Nunca hay ninguna garantía, pero eso es lo que esperamos. "Se ha escrito y hemos oído algunas cosas maravillosas. Estuve con Robbie la semana pasada, estuvo en la casa y estaba escribiendo canciones y nos tocó algunas de ellas ", explicó Clark.
También se contó que, Gary Barlow había escuchado las nuevas canciones del nuevo álbum de Robbie, y dijo al respecto que estas canciones eran "muy buenas". 
Él decía: "Hemos pasado un buen tiempo con Robbie en Los Angeles, y él nos hizo escuchar sus nuevas canciones. Fue muy bueno".
En diciembre de 2008, Max Beelsley, uno de los amigos de la cantante, también escuchó varios títulos, y dijo que Robbie había salvado el equivalente de 3 álbumes.
En su blog, dijo que tenía intención de volver al estudio a finales de enero de 2009 para terminar el nuevo álbum, y dijo que el nuevo álbum se publicaría a finales de verano de 2009. Afirmaba que si el álbum estuviera listo antes, que se publicaría antes, si no, al final del verano.
En febrero de 2009, Mark Ronson confirmó las palabras del director de Robbie, es realmente dar una canción para Robbie, por su nuevo álbum. Mark dijo: "Esta es una canción que me lo dio a Robbie son aproximadamente dos o tres años cuando trabajaba en su último álbum. Siempre se ha fascinado con este título. Por lo tanto, no es realmente una canción no se ha publicado. Tengo que ir a Los Ángeles para ser el final absoluto."
Tim Clark, gerente de Robbie, reveló algunos datos sobre el nuevo álbum de Robbie. Tim dice que el disco fue compuesto en colaboración con Guy Chambers, Mark Ronson y sobre todo, con Soul Mekanik. Dijo concretamente: "Hay definitivamente una canción con Guy Chambers, escribió muchas canciones con Soul Mekanik, y hay una canción muy interesante con Mark Ronson. Ahora los productores de investigación. Nada ha sido confirmado por el momento, pero habla con la gente muy interesante. "De nuevo de acuerdo a Tim Clark, el cantante regresará al estudio en marzo o abril para grabar canciones. Inicialmente, Robbie había hablado de finales de enero, pero el álbum se ha retrasado, aparentemente."
En marzo se dio a conocer, Robbie se encontraba actualmente en el proceso de grabación de su nuevo álbum en el mismo estudio de Take That. El álbum del cantante estaba producido por Trevor Horn.
En abril, su blog comentaba que confirmaba su colaboración con el productor Trevor Horn. Él se siente muy complacido por esta nueva colaboración. En el álbum dice que desde principios de 2007, grabó unos 50 títulos, pero cada título parece un sencillo potencial. Y todavía no mostraba ningún avance con la fecha prevista de lanzamiento del álbum.
En mayo, Phil Taylor, campeón de dardos y un amigo de Robbie, reveló algunos detalles en el diario The Sun, sobre el nuevo álbum de Robbie. Dijo: "Me encanta. Creo que es excelente. Se parece un poco a Rudebox. Hubo una canción que se asemejaba a Lovelight. Fue uno de mis favoritos". "Él cantó algunas canciones, y he escuchado con su padre. Conozco a Robbie desde que era pequeño. Su padre es un buen amigo. Este tipo es adorable."
Según después, el diario The Sun, el álbum contiene varias baladas. El periódico habló con Trevor Horn, el principal productor del álbum. Dijo: "Habrá algunas baladas en el álbum. El álbum está aún lejos de haber concluido, pero se está progresando bien".
En junio, Robbie fue visto en el famoso barrio londinense de Notting Hill, dejando el estudio de grabación.
Después Robbie, acaba de publicar en la web un pódcast, en el que canta en varios temas ... Con humor, el cantante advierte: "Cuidado, este es mi nuevo sencillo", pero pronto nos damos cuenta de que podría ser broma.
Danny Mekanik, de Soul Mekanik grupo (uno de los productores del álbum) indicó en su página de Twitter 11 de junio pasado: "He escuchado el nuevo álbum de anoche, ¡Wow!", Lo que implica que ya tenían las canciones del álbum listas. También indicó que no podía ser comparado con los álbumes anteriores de Robbie. Para él, "100% de Robbie", y considera que éste es el mejor álbum del cantante. Trevor Horn, por su parte, dice en su web oficial, que el álbum será publicado a finales de año."
El fotógrafo Ken McKay reveló hoy en su blog que tenía una reunión ayer fotos 17 de junio en Londres con Robbie en su estudio de grabación. Tomó fotografías de Robbie y Trevor Horn a lo largo del día, y también ha dirigido un documental.
Según el periódico El Centinela, el nuevo álbum de Robbie en octubre. Después el periódico The Sun, dijo que el álbum estaría previsto para principios de 2010.
En julio, un rumor que circulaba en Internet: el título del disco era "Reality Killed The Video Star" y la salida se fijaba para el 26 de octubre. Unas semanas antes, otro rumor había mencionado "Radio Star" como un posible título. Y después varias tiendas de ventas en línea, daban sus fechas de la venta del álbum.
David Enthoven (mánager), dice que el álbum no tiene rap. Los fanes del cantante a menudo han recibido fríamente pasajes de rap cantados por Robbie. El director quería dejarles tranquilos. Además dijo: este álbum es una "vuelta a lo básico" y contiene 4 o 5 canciones. Esta información apareció en la revista Billboard del 18 de julio.
En el último día de julio comenta en su blog, se terminaba de sacar las fotos del folleto y el álbum en Los Ángeles. La sesión de fotos fue realizada por Julian Broad. Robbie revela que ha reescrito una de las canciones en el álbum para incluir una referencia a Michael Jackson. La canción es producida por Don Black.
El disco comenzaba con solo rumores. Desde fechas de salida de venta, hasta el nombre del álbum. Reality Killed The Video Star (ya nombre oficial del álbum), era ya el título de una canción de Robbie. De hecho, el 23 de mayo de 2005, Robbie publicó en su blog una información en la que reveló que tenía que escribir la canción "Reality Killed The Video Star" (en referencia a la canción de los años 70, "Video Killed The Radio Star", una canción escrita por Trevor Horn).
Comentario de Robbie:
Escribí una canción la otra noche, que se llama "Reality Killed The Video Star" ... Me hizo llorar ... mientras lo estaba escribiendo, así que debe ser bueno.

## Publicación del álbum
El 4 de septiembre se anunció oficialmente la reserva del álbum, dando la lista definitiva de los temas del disco.

## Lista de canciones
- Robbie Williams coescribió todas las canciones del álbum, los escritores se incluyen por debajo de otras.

| N.º | Título                                                                 | Writer(s)                                                             | Duración |  |
| 1.  | «Morning Sun»                                                          | Don Black, Kelvin Andrews, Daniel Spencer, Richard Scott, Scott Ralph | 4:06     |  |
| 2.  | «Bodies»                                                               | Brandon Christy, Craig Russo                                          | 4:04     |  |
| 3.  | «You Know Me»                                                          | Françoise Hardy, Andrews, Spencer                                     | 4:21     |  |
| 4.  | «Blasphemy»                                                            | Guy Chambers                                                          | 4:18     |  |
| 5.  | «Did You Mind?»                                                        | Chas Jankel, Andrews, Spencer                                         | 4:06     |  |
| 6.  | «Last Days of Disco»                                                   | Andrews, Spencer                                                      | 4:50     |  |
| 7.  | «Somewhere»                                                            | Spencer, Andrews, Andy Stubbs, Jonathan Hand, Stephen Cadman          | 1:01     |  |
| 8.  | «Deceptacon»                                                           | Andrews, Spencer, Scott, Ralph                                        | 5:01     |  |
| 9.  | «Starstruck»                                                           | Andrews, Paul Beard, Spencer                                          | 5:21     |  |
| 10. | «Difficult for Weirdos»                                                | Andrews, Spencer                                                      | 4:29     |  |
| 11. | «Superblind»                                                           | Fil Eisler                                                            | 4:46     |  |
| 12. | «Won't Do That»                                                        | Andrews, Spencer, Scott, Ralph                                        | 3:38     |  |
| 13. | «Morning Sun (Reprise)»                                                |                                                                       | 1:19     |  |
| 14. | «Arizona» (Descarga digital solo bonificación / Japón bonus adicional) | Spencer, Andrews                                                      | 5:38     |  |

## BBC Electric Proms 2009
Después de tres años desde que el show en vivo de Robbie pasado en el Reino Unido y, finalmente, estuvo de regreso por una sola noche, como parte de los BBC Electric Proms 2009, que tuvo lugar en Roundhouse de Camden, en Londres del 20 al 24 de octubre de 2009.
Electric Proms se abriría el martes 20 de octubre, cuando se estará realizando un conjunto muy especial en el Camden Roundhouse con el nuevo material de su próximo álbum de Reality Killed The Video Star, junto con algunos temas clásicos. La actuación irá acompañada de una sección de cuerda, sección de vientos y de banda completa en un espectáculo, todo supervisado por el director musical Trevor Horn.
En su anuncio, unos mes antes, hubo un número limitado de entradas disponibles para el show íntimo Roundhouse de Camden. Unos días después, se dio un anuncio de no comprar estos billetes de segunda mano. Y que se sortearía unos boletos gratis para que la gente asistiera.
La semana pasada se anunció que el primer show en vivo de Robbie en el Reino Unido durante tres años también será transmitida a cerca de 200 cines de todo el continente en vivo (23 países de Europa), en alta definición, de difusión, de modo que aquellos Europa, se puedan ver la acción se desarrollan en frente, la compra fue el viernes 9 de octubre.
Robbie BBC Electric Proms de rendimiento también se proyectará después del evento en Australia, el 6 de noviembre, y Sudáfrica, el 13 de noviembre, y en México el 31 de octubre.
También se le pudo escuchar en vivo vía radio (Radio BBC 1) y ver por TV (BBC 2 y BBC HD), pero con horas de retraso.
Lista de canciones del concierto
01.Bodies
02.Morning Sun
03.Come Undone
04.Blasphemy
05.Starstruck
06.Feel
07.I Will Talk and Hollywood Will Listen
08.Supreme
09.Deceptacon
10.No Regrets
11.Won't Do That
12.You Know Me
13.Angels
14.Millennium
15.Video Killed The Radio Star

## Álbum
Álbum:
| Álbum                                        | Formato           | Temas | Editora Promocional |
| -------------------------------------------- | ----------------- | --- | ------------------- |
| Reality Killed the Video Star                | CD                | 1. Morning Sun (4:05) 2. Bodies (4:04) 3. You Know Me (4:27) 4. Blasphemy (4:18) 5. Do You Mind (4:06) 6. Last Days Of Disco (4:50) 7. Somewhere (1:01) 8. Deceptacon (5:01) 9. Starstruck (5:21) 10. Difficult For Weirdos (4:29) 11. Won't Do That (4:46) 12. Superblind (3:38) 13. Morning Sun (Reprise) (1:19)                                  | Virgin              |
| Reality Killed the Video Star                | CD/DVD (NTSC/PAL) | 1. Morning Sun (4:05) 2. Bodies (4:04) 3. You Know Me (4:27) 4. Blasphemy (4:18) 5. Do You Mind (4:06) 6. Last Days Of Disco (4:50) 7. Somewhere (1:01) 8. Deceptacon (5:01) 9. Starstruck (5:21) 10. Difficult For Weirdos (4:29) 11. Won't Do That (3:38) 12. Superblind (4:46) 13. Morning Sun (Reprise) (1:19) DVD: Documental                  | EMI                 |
| Reality Killed the Video Star                | Digital           | 1. Morning Sun (4:05) 2. Bodies (4:04) 3. You Know Me (4:27) 4. Blasphemy (4:18) 5. Do You Mind (4:06) 6. Last Days Of Disco (4:50) 7. Somewhere (1:01) 8. Deceptacon (5:01) 9. Starstruck (5:21) 10. Difficult For Weirdos (4:29) 11. Won't Do That (3:38) 12. Superblind (4:46) 13. Morning Sun (Reprise) (1:19) 14. Arizona (5:38) 15. VideoClip | EMI                 |
| Reality Killed the Video Star                | CD                | | Astralwerks         |
| Reality Killed the Video Star                | CD                | 1. Morning Sun (4:05) 2. Bodies (4:04) 3. You Know Me (4:27) 4. Blasphemy (4:18) 5. Do You Mind (4:06) 6. Last Days Of Disco (4:50) 7. Somewhere (1:01) 8. Deceptacon (5:01) 9. Starstruck (5:21) 10. Difficult For Weirdos (4:29) 11. Won't Do That (3:38) 12. Superblind (4:46) 13. Morning Sun (Reprise) (1:19) 14. Arizona (5:38)               | EMI                 |
| Reality Killed the Video Star Edición Amazon | Digital           | 1. Morning Sun (4:05) 2. Bodies (4:04) 3. You Know Me (4:27) 4. Blasphemy (4:18) 5. Do You Mind (4:06) 6. Last Days Of Disco (4:50) 7. Somewhere (1:01) 8. Deceptacon (5:01) 9. Starstruck (5:21) 10. Difficult For Weirdos (4:29) 11. Won't Do That (3:38) 12. Superblind (4:46) 13. Morning Sun (Reprise) (1:19) 14. Bodies (Cahill Refix) (6:28) | Chrysalis UK        |

## Ranking
| Listas                                  | Puesto | Semanas |
| --------------------------------------- | ------ | ------- |
| Billboard 200                           | 160    |         |
| Amazon.co.uk Rank: Music (CD)           | 01     |         |
| Amazon.co.uk Rank: Music > Pop (CD)     | 01     |         |
| Amazon.co.uk Rank: Music > Rock (CD)    | 01     |         |
| Amazon.co.uk Rank: Music (CD/DVD)       | 01     |         |
| Amazon.co.uk Rank: Music > Pop (CD/DVD) | 18     |         |
| iTunes Store Top 10 Albums              | 10     |         |
| iTunes Store Top 10 Albums              | 1      |         |
| iTunes Store Top 10 Albums              | 1      |         |
| iTunes Store Top 10 Albums              | 1      |         |
| iTunes Store Top 10 Albums              | 1      |         |
| iTunes Store Top 10 Albums              | 1      |         |
| iTunes Store Top 10 Albums              | 1      |         |
| iTunes Store Top 10 Albums              | 7      |         |
| iTunes Store Top 10 Albums              | 1      |         |
| iTunes Store Top 10 Albums              | 1      |         |
| iTunes Store Top 10 Albums              | 1      |         |
| iTunes Store Top 10 Albums              | 2      |         |
| iTunes Store Top 10 Albums              | 1      |         |
| iTunes Store Top 10 Albums              | 1      |         |
| iTunes Store Top 10 Albums              | 1      |         |
| iTunes Store Top 10 Albums              | 1      |         |
| iTunes Store Top 10 Albums              | 1      |         |
| iTunes Store Top 10 Albums              | 1      |         |
| iTunes Store Top 10 Albums              | 2      |         |
| iTunes Store Top 10 Albums              | 1      |         |
| iTunes Store Top 10 Albums              | 1      |         |